# Thiago Junio
Thiago Junior Aquino (sinh ngày 3 tháng 4 năm 1984), còn được gọi là Thiago Junio là một cầu thủ bóng đá người Brasil từng thi đấu ở vị trí hậu vệ cho Felda United tại Malaysia Premier League.

## Danh hiệu
Cầu thủ xuất sắc nhất trận
•Bán kết Piala Malaysia 2017 (Perak versus JDT)